# Tour du Limousin-Périgord-Nouvelle-Aquitaine

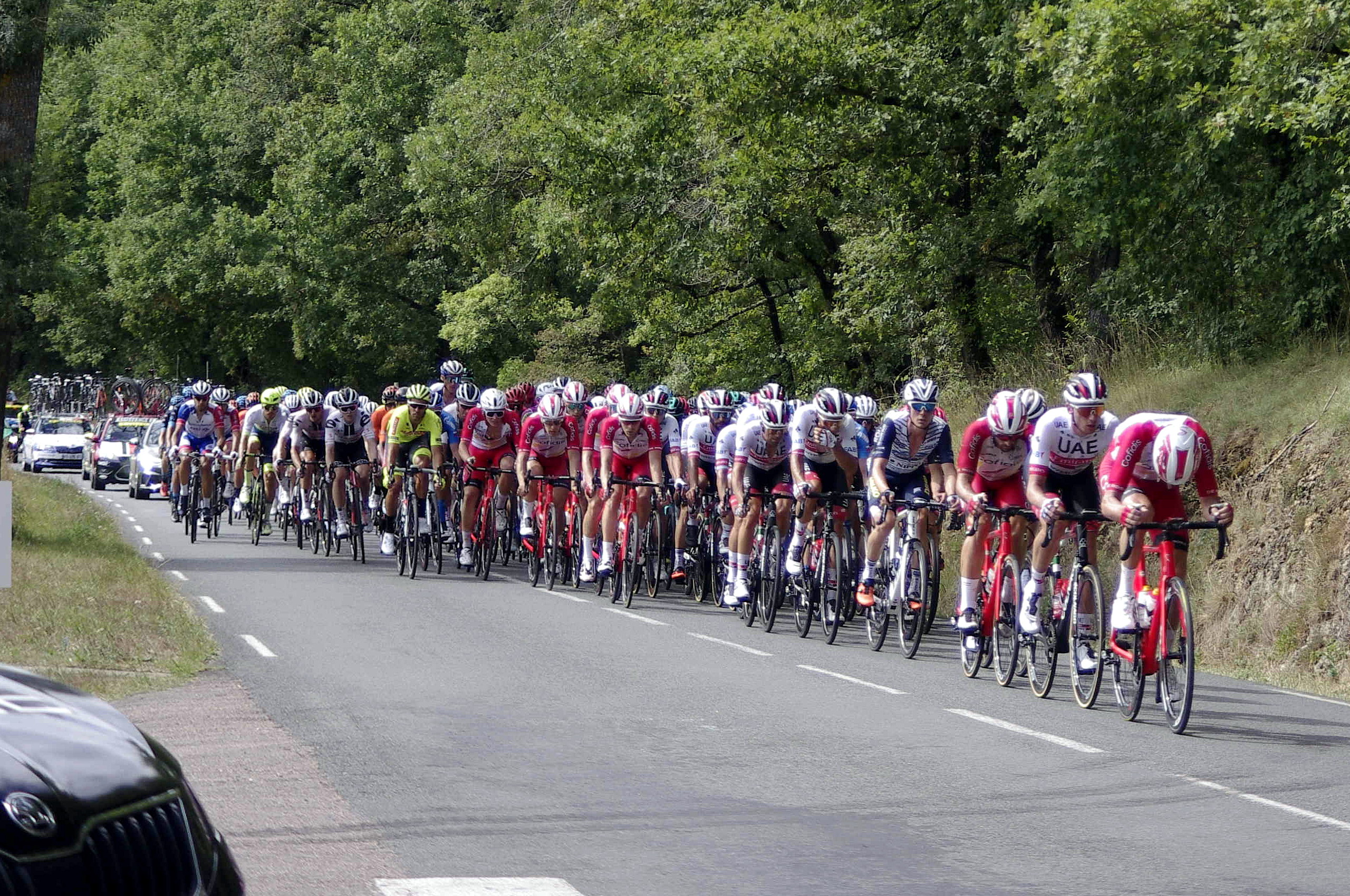
Passage du Tour du Limousin à Javerlhac en 2020

Le Tour du Limousin-Périgord-Nouvelle-Aquitaine (Tour du Limousin jusqu'en 2017) est une course cycliste française à étape disputée en Limousin, et parfois dans les départements limitrophes. Il commence en 1968 et il est resté réservé aux amateurs jusqu'en 1974. C'est une course professionnelle depuis 1975, l'édition 1981 ayant été disputée en « open » (amateurs et professionnels). L'épreuve, classée en catégorie 2.1 de l'UCI Europe Tour de 2005 à 2010 est promue en catégorie 2.HC en 2011,, mais redescend pour l'édition 2013 en 2.1.
Dans son format actuel, la course se déroule en quatre étapes au mois d'août. Elle emprunte des routes vallonnées. Le départ s'effectue à Limoges de 1993 à 2016, excepté l'édition 2004, avec un grand départ donné à Oradour-sur-Glane.
De nombreux coureurs de premier plan, français (Raymond Poulidor, Bernard Thévenet, Bernard Hinault, Laurent Fignon, Laurent Jalabert, Laurent Brochard, Marc Madiot, Richard Virenque) et étrangers (Sean Kelly, Kim Andersen, Alexandre Vinokourov, Thor Hushovd, Philippe Gilbert, Gustav Larsson, Yukiya Arashiro, Fernando Gaviria, Sonny Colbrelli) y ont remporté des étapes.
D'abord dominée par les coureurs français, la course s'est largement internationalisée depuis les années 2000, avec un record de sept victoires étrangères consécutives entre 2010 et 2016.

## Histoire
Le Tour du Limousin a été créé en 1968, à l'initiative du colonel Louis Perrier, ancien cycliste amateur. C'est alors une épreuve amateur. Elle s'ouvre aux professionnels en 1975.
Au début le départ du tour s'effectue à Limoges sur le Champ de Juillet, façe à la Gare de Limoges-Bénédictins mais aussi (jusqu'en 1992) dans d'autres communes du Limousin. Depuis 2017, le Tour du Limousin s’élance d’une commune faisant partie de Limoges Métropole.
Depuis 1980, la dernière étape arrive à Limoges, aujourd'hui devant Le Palais des sports de Beaublanc (qui abrite le Limoges CSP et le Limoges Handball).
En 2018, le Tour du Limousin est renommé Tour du Limousin-Nouvelle-Aquitaine, pour satisfaire les élus de cette nouvelle région principale partenaire financier de l'épreuve, et les organisateurs envisagent une diffusion de la course à la télévision.
À noter que le parcours ne se cantonne pas à la seule région du Limousin. Il comprend maintenant une étape en Périgord. Inversement, la Montagne limousine est souvent délaissée par le parcours, avec des exceptions comme en 2009. En 2021, l'épreuve est renommée en Tour du Limousin-Périgord-Nouvelle-Aquitaine.

## Palmarès
| Année                                        | Vainqueur           | Deuxième              | Troisième                 |
| -------------------------------------------- | ------------------- | --------------------- | ------------------------- |
| Tour du Limousin amateur                     |                     |                       |                           |
| 1968                                         | Pierre Martelozzo   | Jean-Pierre Paranteau | Claude Orus               |
| 1969                                         | Paul Gutty          | Juan Cariñena Garrigo | Jean-Pierre Paranteau     |
| 1970                                         | Francis Duteil      | Philippe Bodier       | Raymond Breuil            |
| 1971                                         | Francis Dubreuil    | Michel Pitard         | Luc Pels                  |
| 1972                                         | Iouri Dmitriev      | Hennie Kuiper         | Vassili Bieloussov        |
| 1973                                         | Francis Dubreuil    | Pierre Rivory         | François Fiordalisy       |
| 1974                                         | Ryszard Szurkowski  | Jozef Kaczmarek       | Saïd Gusseïnov            |
| Tour du Limousin professionnel               |                     |                       |                           |
| 1975                                         | Francis Campaner    | Raymond Poulidor      | Hubert Mathis             |
| 1976                                         | Bernard Hinault     | Jean Chassang         | Roger Legeay              |
| 1977                                         | Bernard Hinault     | Jacques Bossis        | Pierre-Raymond Villemiane |
| 1978                                         | Gilbert Chaumaz     | Jacques Bossis        | Hubert Arbès              |
| 1979                                         | Bernard Vallet      | Pierre Bazzo          | Jean-René Bernaudeau      |
| 1980                                         | René Bittinger      | Bernard Pineau        | Claude Vincendeau         |
| 1981                                         | Marc Madiot         | Dominique Arnaud      | Pierre-Henri Menthéour    |
| 1982                                         | Éric Salomon        | Marc Madiot           | Pascal Simon              |
| 1983                                         | Dominique Arnaud    | Pierre Bazzo          | Dominique Garde           |
| 1984                                         | Kim Andersen        | Marc Madiot           | Éric Boyer                |
| 1985                                         | Thierry Marie       | Benno Wiss            | Jean-Claude Garde         |
| 1986                                         | Dominique Gaigne    | Ronan Pensec          | Denis Leproux             |
| 1987                                         | Charly Mottet       | Bruno Cornillet       | Marc Gomez                |
| 1988                                         | Jean-Marc Manfrin   | Joey McLoughlin       | Johnny Weltz              |
| 1989                                         | Thierry Claveyrolat | Christian Chaubet     | Luc Leblanc               |
| 1990                                         | Martial Gayant      | Bruno Cornillet       | Laurent Pillon            |
| 1991                                         | Michel Vermote      | Denis Roux            | Mike Engleman             |
| 1992                                         | Éric Boyer          | Melchor Mauri         | Serge Baguet              |
| 1993                                         | Charly Mottet       | Richard Virenque      | Gilles Delion             |
| 1994                                         | Jens Heppner        | Bruno Cornillet       | Laurent Roux              |
| 1995                                         | Andreï Tchmil       | Jan Ullrich           | Didier Rous               |
| 1996                                         | Laurent Brochard    | Michael Blaudzun      | Pascal Chanteur           |
| 1997                                         | Lauri Aus           | Gilles Bouvard        | Cédric Vasseur            |
| 1998                                         | Vincent Cali        | Bobby Julich          | Jacky Durand              |
| 1999                                         | Stéphane Heulot     | Grzegorz Gwiazdowski  | Lauri Aus                 |
| 2000                                         | Patrice Halgand     | Jean-Cyril Robin      | Stéphane Heulot           |
| 2001                                         | Franck Bouyer       | Patrick Jonker        | David Moncoutié           |
| 2002                                         | Patrice Halgand     | Guido Trentin         | Pierrick Fédrigo          |
| 2003                                         | Massimiliano Lelli  | Laurent Lefèvre       | Thor Hushovd              |
| 2004                                         | Pierrick Fédrigo    | Patrick Calcagni      | Franck Renier             |
| 2005                                         | Sébastien Joly      | Samuel Dumoulin       | Non attribué              |
| 2006                                         | Leonardo Duque      | Pierrick Fédrigo      | Yukiya Arashiro           |
| 2007                                         | Pierrick Fédrigo    | Óscar Pereiro         | Anthony Charteau          |
| 2008                                         | Sébastien Hinault   | Allan Davis           | Yukiya Arashiro           |
| 2009                                         | Mathieu Perget      | David Arroyo          | Xavier Florencio          |
| 2010                                         | Gustav Larsson      | Sebastian Langeveld   | Nicolas Vogondy           |
| 2011                                         | Björn Leukemans     | Matthieu Ladagnous    | Florian Guillou           |
| 2012                                         | Yukiya Arashiro     | Jérémy Roy            | Fabien Schmidt            |
| 2013                                         | Martin Elmiger      | Yukiya Arashiro       | Andrea Di Corrado         |
| 2014                                         | Mauro Finetto       | Björn Leukemans       | Davide Rebellin           |
| 2015                                         | Sonny Colbrelli     | Jesus Herrada         | Rudy Molard               |
| 2016                                         | Joey Rosskopf       | Sonny Colbrelli       | Hubert Dupont             |
| 2017                                         | Alexis Vuillermoz   | Élie Gesbert          | Francesco Gavazzi         |
| Tour du Limousin-Nouvelle-Aquitaine          |                     |                       |                           |
| 2018                                         | Nicolas Edet        | Marco Canola          | Anthony Roux              |
| 2019                                         | Benoit Cosnefroy    | Lilian Calmejane      | Guillaume Martin          |
| 2020                                         | Luca Wackermann     | Jake Stewart          | Rui Costa                 |
| Tour du Limousin-Périgord-Nouvelle-Aquitaine |                     |                       |                           |
| 2021                                         | Warren Barguil      | Franck Bonnamour      | Pierre-Luc Périchon       |
| 2022                                         | Alex Aranburu       | Diego Ulissi          | Greg Van Avermaet         |
| 2023                                         | Romain Grégoire     | Benoît Cosnefroy      | Michael Storer            |
| 2024                                         | Alex Baudin         | Orluis Aular          | Axel Zingle               |

## Classements et maillots
- Classement général au temps

Le maillot jaune récompense le leader du classement général. Il est remis sur le podium protocolaire à l'issue de chaque étape. Ce classement est parrainé par la région Nouvelle-Aquitaine.
- Classement meilleur grimpeur

Le maillot à pois blanc récompense le coureur le plus régulier sur l'ensemble des côtes disséminées tout au long de la course. Il s'agit la plupart du temps d'un grimpeur ou d'un puncheur. Ce classement est parrainé par Limoges Métropole.
- Classement du meilleur jeune

Le maillot blanc récompense le meilleur jeune du classement général. Il est remis sur le podium protocolaire à l'issue de chaque étape. Ce classement est parrainé par le sponsor Granulés du Limousin.
- Classement du meilleur sprinteur

Le maillot bleu récompense le meilleur sprinteur du classement général. Il est remis sur le podium protocolaire à l'issue de chaque étape. Ce classement est parrainé par le département de la Haute-Vienne. 
- Trophée de la combativité

Le maillot rouge est une récompense obtenue lors d'une course cycliste. Il est décerné au coureur désigné comme le plus combatif.
- Trophée du combiné

## Droits de diffusion
- France : L'Équipe (2018-2024)
- France : France 3 Nouvelle-Aquitaine[10] (2025-)
- International : Eurosport / HBO Max (2025-)

Ancien logo du Tour du Limousin (jusqu'en 2017).